# أفونسو كلاوديو دي فريتاس روزا
أفونسو كلاوديو دي فريتاس روزا هو سياسي برازيلي، ولد في 2 أغسطس 1859 في Santa Leopoldina ‏ في البرازيل، وتوفي في 16 يوليو 1934 في ريو دي جانيرو في البرازيل. انتخب governor of Espirito Santo ‏.